# خوليو أغيلار
خوليو أغيلار (بالإسبانية: Julio Aguilar) (1 يوليو 1986 في باراغواي - ) هو مدرب كرة قدم ولاعب كرة قدم باراغواياني في مركز الهجوم. شارك مع منتخب باراغواي لكرة القدم. أما مع النوادي، فقد لعب مع أوليمبيا أسونسيون وتايجرز أونال وتيغري ونادي باسوش دي فيريرا وميونيسيبال ونادي 12 أكتوبر لكرة القدم ونادي 3 فبراير وClub Deportivo Capiatá ‏ وClub Fernando de la Mora ‏ وIndependiente F.B.C. ‏ وروبيو نيو ‏ ونادي سول دي أميريكا وDeportivo Toluca F.C. Reserves and Academy ‏.

## وصلات خارجية
- خوليو أغيلار على موقع قاعدة بيانات كرة القدم.إي يو (الإنجليزية)
- خوليو أغيلار على موقع Soccerway.com (الإنجليزية)